# Rigodiadelphus
Rigodiadelphus là một chi rêu trong họ Leskeaceae.